# 모두 잘 지내고 있다오
모두 잘 지내고 있다오(Stanno Tutti Bene, Everybody's Fine)는 프랑스에서 제작된 쥬세페 토르나토레 감독의 1990년 영화이다. 마르첼로 마스트로야니 등이 주연으로 출연하였다.

## 출연

### 주연
- 마르첼로 마스트로야니
- 미셸 모르강

### 조연
- 발레리아 카발리
- 마리노 세나
- 로베르토 노빌
- 살바토레 카스치오
- 레오 굴로타
- 안토넬라 아틸리
- 니콜라 디 핀토
- 실비 페넥
- 크리스토퍼 톰슨
- 엔니오 모리코네
- 자크 페랭
- 빅터 카발로
- 카르멘 지아르디나
- 마르첼로 마자렐라

## 제작진
- 미술: 안드레아 크리산티